# The Punk Syndrome

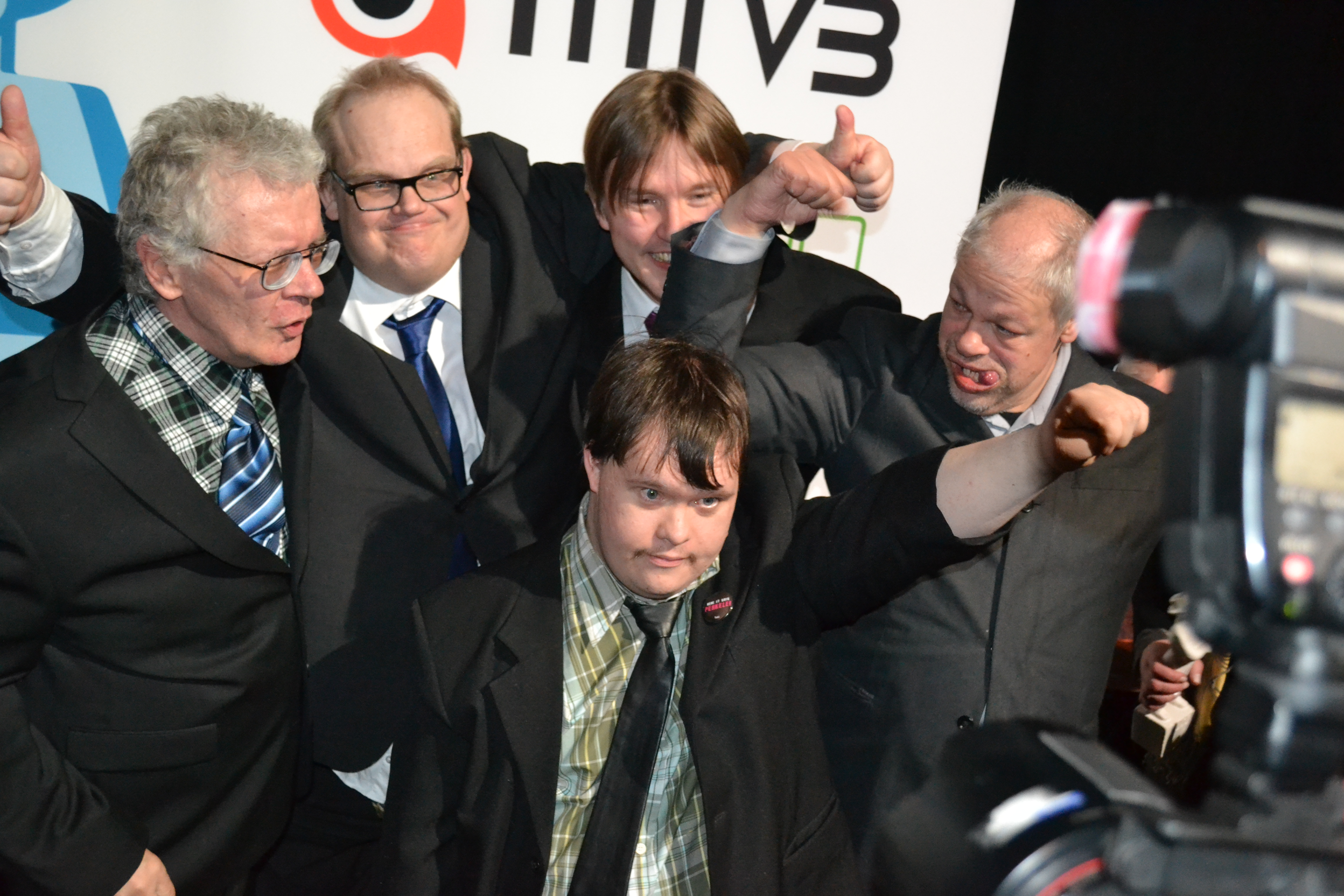
De bandleden vieren het winnen van de "Jussi Award" voor de beste documentaire in 2013.

The Punk Syndrome (Nederlands: Het Punksyndroom) is een film uit 2012 over de Finse punkband Pertti Kurikan Nimipäivät, die geregisseerd is door Jukka Kärkkäinen en JP Passi.

## De film
The Punk Syndrome volgt een Finse punkrockband waarvan de leden een verstandelijke handicap als het syndroom van Down hebben of autistisch zijn. De film is in documentairestijl gemaakt, wat betekent dat het niet voorziet van commentaar of verklarende bijschriften van wat gezien wordt op het scherm. De bandleden gebruiken punkmuziek als een uitlaatklep voor hun frustratie van alledaagse dingen, zoals wonen in een groepsvorm, het niet krijgen van koffie vanwege hun handicap en ga zo maar door. De film is bedoeld als venster naar de wereld van gehandicapten. Gedurende de toch wel algemeen vrolijke toon in de film, stijgt de donkere sfeer rondom de band naar een klein fenomeen, en gaan ze ook naar het buitenland.

## Prijzen
In Finland won The Punk Syndrome in 2013 de Publieksprijs op het "Tampere Film Festival" en de "Jussi Award" voor de beste documentaire in 2013. Het werd bekroond als de "meest innovatieve speelfilm" op het documentairefestival Visions du Reel in Zwitserland in 2012. In 2013 won het ook de publieksprijs in de categorie SXGlobal bij het SXSW-festival in Austin (Texas). In maart 2013 werd de film op de 10e "Docudays UA festival" in Oekraïne ook nog bekroond met een speciale prijs voor "gepassioneerd optimisme en het hooghouden van humanistische idealen in het leven ".